# Yuta Baba
Yuta Baba (Tokio, 22 januari 1984) is een Japans voetballer.

## Clubcarrière
Baba speelde tussen 2002 en 2009 voor FC Tokyo, JEF United Ichihara Chiba, Montedio Yamagata en Tokyo Verdy. Hij tekende in 2011 bij Daejeon Citizen.